# Пенн Тауншип (округ Гантінгдон, Пенсільванія)
Пенн Тауншип (англ. Penn Township) — селище (англ. township) в США, в окрузі Гантінгдон штату Пенсільванія. Населення — 1077 осіб (2010).

## Демографія
Згідно з переписом 2010 року, у селищі мешкало 1077 осіб у 463 домогосподарствах у складі 330 родин. Було 880 помешкань
Расовий склад населення:
| - 99,2 % — білих - 0,5 % — чорних або афроамериканців |

До двох чи більше рас належало 0,4 %. Частка іспаномовних становила 0,5 % від усіх жителів.
За віковим діапазоном населення розподілялося таким чином: 18,1 % — особи молодші 18 років, 61,8 % — особи у віці 18—64 років, 20,1 % — особи у віці 65 років та старші. Медіана віку мешканця становила 48,4 року. На 100 осіб жіночої статі у селищі припадало 101,3 чоловіків;  на 100 жінок у віці від 18 років та старших — 100,9 чоловіків також старших 18 років.
Середній дохід на одне домашнє господарство  становив 55 070 доларів США (медіана — 49 188), а середній дохід на одну сім'ю — 61 996 доларів (медіана — 58 611). Медіана доходів становила 45 000 доларів для чоловіків та 30 859 доларів для жінок. За межею бідності перебувало 7,9 % осіб, у тому числі 21,6 % дітей у віці до 18 років та 5,0 % осіб у віці 65 років та старших.
Цивільне працевлаштоване населення становило 455 осіб. Основні галузі зайнятості: освіта, охорона здоров'я та соціальна допомога — 23,3 %, роздрібна торгівля — 13,2 %, публічна адміністрація — 11,4 %, будівництво — 9,7 %.